# Euphémie de Chalcédoine
Sainte Euphémie (Ευφημία, la « bien-parlante ») est née à Chalcédoine (aujourd'hui Kadıköy en Turquie) vers 284, de parents fortunés et chrétiens. Elle est morte martyre en 305. Elle est qualifiée de « mégalomartyre ». Fête le 16 septembre. On commémore le 11 juillet un miracle qui fut accompli sur son tombeau durant le concile œcuménique de Chalcédoine en 451.

## Hagiographie
Euphémie était fille de sénateur au temps de Dioclétien. Elle pleurait les tortures subies par les chrétiens, d'autant plus cruelles que le juge Priscus obligeait leurs coreligionnaires à y assister afin de les obliger à revenir au culte polythéiste romain.
Elle se précipita donc chez le juge pour lui dire qu'elle aussi était chrétienne et qu'il lui faisait un affront. « Puisque je suis de noble extraction, pourquoi donnes-tu la préférence à des inconnus, et les fais-tu aller les premiers rejoindre Jésus-Christ ? » Priscus la fit alors jeter en prison, et lui fit subir de nombreuses tortures auxquelles elle résista jusqu'à ce qu'elle fût décapitée.

## Miracle durant le concile de Chalcédoine
Le concile de Chalcédoine était le quatrième concile œcuménique de l’Église chrétienne. Il s’est déroulé dans la ville de Chalcédoine en 451. La doctrine monophysite d’Eutychès a été répudiée et le credo chalcédonien établi, qui décrit « la pleine humanité et la pleine divinité » de Jésus-Christ, deuxième « personne » de la Trinité chrétienne. Le conseil s'est tenu dans la cathédrale consacrée à son nom. 630 représentants de la plupart des églises chrétiennes étaient présents au conseil. Les monophysites et les orthodoxes étant bien représentés au conseil, les réunions ont été très animées et aucun consensus n'a pu être dégagé. Anatole, le patriarche de Constantinople, a suggéré au conseil que la décision soit laissée à l'Esprit Saint, par l'entremise de sainte Euphémie.

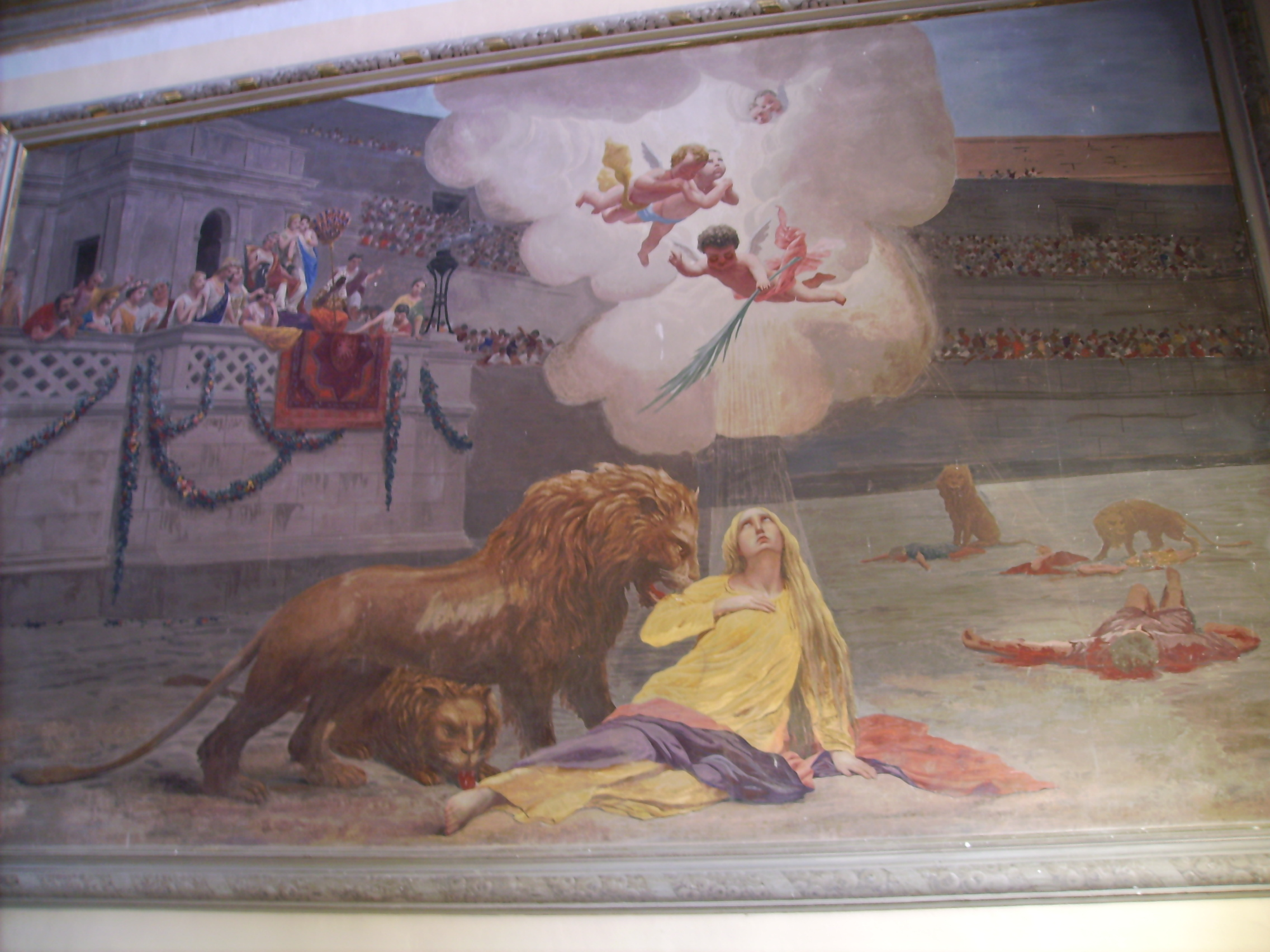
Représentation du martyre de sainte Euphémie à la cathédrale Sainte-Euphémie de Rovinj.

Les deux parties ont alors écrit une confession de leur foi et l'ont placée dans la tombe de Sainte-Euphémie, qui a été scellée en présence de l'empereur Marcien (450-457), qui y apposa son sceau et mit en place des sentinelles pour la surveiller pendant trois jours. Pendant ces trois jours, les deux partis ont jeûné et prié. Au bout de trois jours, la tombe fut ouverte : le rouleau avec la confession orthodoxe se trouvait dans la main droite de Sainte-Euphémie, tandis que le rouleau des monophysites était à ses pieds. Ce miracle a été consigné dans une lettre adressée par le Conseil au pape Léon Ier :
« Car c’est Dieu qui a travaillé et Sainte-Euphémie triomphante qui a couronné la réunion comme une mariée et qui, prenant notre définition de la Foi comme sa propre confession, l’a présentée à son Époux par notre très religieux empereur et impératrice épris du Christ, apaisant tout le tumulte des opposants et établissant notre confession de la Vérité comme étant acceptable pour Lui, et avec la main et la langue mettant son sceau au sceau de notre vote à tous lors de sa proclamation. Ce sont les choses que nous avons faites, avec vous présents dans l'esprit et connus pour nous approuver en tant que frères, et que nous ne voyons presque pas à travers la sagesse de vos représentants. »

## Culte

### Translation du corps
Son culte se répandit considérablement et une église fut construite sur sa tombe où se tint le concile de Chalcédoine en l'an 451. Saint-Astier a composé un sermon en l'honneur d'Euphémie, lu en 787 lors du deuxième concile de Nicée dans une église qui lui était dédiée. Lorsque Chalcédoine fut prise par les Perses en 620, son corps fut transféré à Constantinople où l'empereur Constantin III construisit une nouvelle église pour la vénérer. Des reliques réputées être celles de la sainte se trouvent toujours à Istanbul, dans la cathédrale Saint-Georges du patriarcat œcuménique de Constantinople. D'autres reliques attribuées à Sainte Euphémie et Sainte Agathe ont été trouvés en 1686 sous la dalle de l'autel de la basilique Saint-Apollinaire-le-Neuf de Ravenne, en Romagne : selon une inscription sur vélin trouvée avec les châsses, elles auraient été amenées là dès le Ier siècle par Saint Apollinaire, l'évêque de cette ville.

## Culture populaire

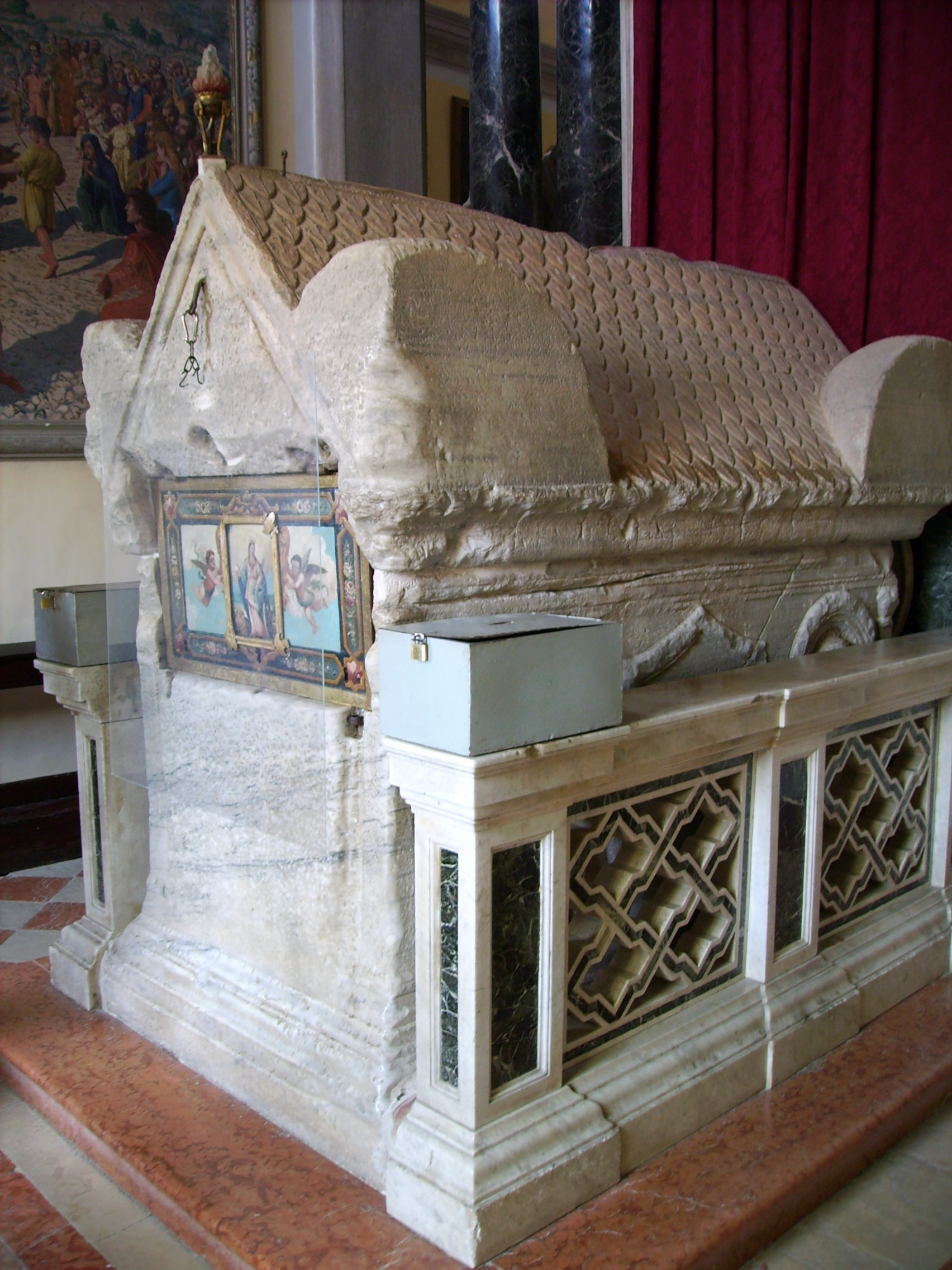
Sarcophage à la basilique Sainte-Euphémie, Rovinj, Croatie.

- Le christianisme oriental et occidental célèbre Sainte Euphémie le 16 septembre. L’Église orthodoxe célèbre sa fête avec une solennité particulière et commémore également son miracle lors du concile de Chalcédoine le 11 juillet.

- Il y a plusieurs églises dédiées à Euphémie à travers le monde chrétien. L'une d'elles se trouve à Rovinj en Croatie (en Istrie). Selon la légende locale, le 13 juillet 800, le sarcophage contenant les reliques d'Euphémie aurait « mystérieusement disparu » de Constantinople pour réapparaître sur une plage d'Istrie (à cette époque byzantine). Les habitants de Rubinio (ancien nom de Rovinj) auraient amené le sarcophage dans leur église à l'aide de deux juments pour en faire la protectrice de leur ville. D'autres lieux de culte sont :
  - la cathédrale Sant'Eufemia à Grado ;
  - deux églises byzantines, l'une en Chalcédoine l'autre à Constantinople : Sainte-Euphémie ;
  - la chapelle Sainte-Euphémie à Pardailhan ;
  - l'église Sainte-Euphémie à Vissoie (Valais, Suisse) ;
  - la chapelle Sainte-Euphémie à Saint-Uze dans la Drôme.

- Il y a aussi un astéroïde appelé (630) Euphémie.

- Dans la série animée Code Geass, il y a un personnage important portant son nom.

## Toponymes
Des noms de localités sont issus de sainte Euphémie :
- la commune de Sainte-Euphémie dans l'Ain ;
- une commune de la Drôme appelée Sainte-Euphémie-sur-Ouvèze ;
- Sainte-Euphémie-sur-Rivière-du-Sud au Québec ;
- Saint-Offenge-Dessous et Saint-Offenge-Dessus, en Savoie, Offenge étant la forme savoyarde d'Euphémie.